# Ziba bacillum
Ziba bacillum is een slakkensoort uit de familie van de Mitridae. De wetenschappelijke naam van de soort is voor het eerst geldig gepubliceerd in 1811 door Lamarck.